# Folarin Balogun
Folarin Balogun (New York, 3 juli 2001) is een Amerikaans voetballer die doorgaans als aanvaller speelt. Hij verruilde Arsenal in augustus 2023 voor AS Monaco. Balogun debuteerde in 2023 in het Amerikaans voetbalelftal.

## Clubcarrière
Balogun werd geboren in de Verenigde Staten als zoon van Nigeriaanse ouders. Zij emigreerden met hem naar Engeland toen hij twee jaar oud was. Hij werd op zijn achtste opgenomen in de jeugdopleiding van Arsenal. Balogun debuteerde op 29 oktober 2020 in het eerste elftal van Arseal, tijdens een wedstrijd in de Europa League tegen Dundalk. Hij maakte op 26 november 2020 zijn eerste doelpunt in de hoofdmacht, ook in de Europa League, tegen Molde FK.
Balogun speelde in zijn debuutjaar geen competitiewedstrijden en na 70 minuten in de Premier League in seizoen 2021/22 kwam hij ook niet meer in de plannen van coach Mikel Arteta voor. Arsenal verhuurde hem daarom in januari 2022 voor een halfjaar aan Middlesbrough en in augustus 2022 voor een jaar aan Stade Reims. In Frankrijk brak hij door op het hoogste niveau. Hij speelde dat seizoen in 37 van de 38 competitieronden, waarvan 34 vanaf de aftrap. In die wedstrijden maakte hij 21 doelpunten, bijna de helft van het totale aantal van Reims. Balogun verruilde Arsenal in augustus 2023 definitief voor de Franse competitie. Hij tekende voor vijf jaar bij AS Monaco,. Dat betaalde 30 miljoen euro voor hem aan Arsenal, exclusief bonussen.

## Clubstatistieken
| Seizoen | Club            | Competitie     | Competitie | Competitie | Beker | Beker | Internationaal | Internationaal | Totaal | Totaal |
| Seizoen | Club            | Competitie     | Wed.       | Dlp.       | Wed.  | Dlp.  | Wed.           | Dlp.           | Wed.   | Dlp.   |
| ------- | --------------- | -------------- | ---------- | ---------- | ----- | ----- | -------------- | -------------- | ------ | ------ |
| 2020/21 | Arsenal         | Premier League | 0          | 0          | 1     | 0     | 5              | 2              | 6      | 2      |
| 2021/22 | Arsenal         | Premier League | 2          | 0          | 2     | 0     | —              | —              | 4      | 0      |
| 2021/22 | → Middlesbrough | Championship   | 18         | 3          | 3     | 0     | —              | —              | 21     | 3      |
| 2022/23 | → Stade Reims   | Ligue 1        | 37         | 21         | 2     | 1     | —              | —              | 39     | 22     |
| 2023/24 | AS Monaco       | Ligue 1        | 0          | 0          | 0     | 0     | —              | —              | 0      | 0      |
| Totaal  | Totaal          | Totaal         | 57         | 24         | 8     | 1     | 5              | 2              | 70     | 27     |

Bijgewerkt op 30 augustus 2023.

## Interlandcarrière
Balogun maakte deel uit van Engeland –17 op het EK –17 van 2018 en speelde later dat jaar ook een toernooi met Verenigde Staten –18. Daarna kwam hij uit voor Engeland –18, Engeland –20 en Engeland –21, maar speelde daarmee geen eindtoernooien meer. Hij koos er in 2023 voor om toch voor zijn geboorteland uit te komen. Bondscoach B.J. Callaghan liet Balogun op 16 juni 2023 debuteren in het Amerikaans voetbalelftal. Hij begon die dag in de spits tijdens de halve finale van de CONCACAF Nations League, tegen Mexico (3–0). Hij stond drie dagen later ook in de basis in de finale tegen Canada. Tijdens die wedstrijd schoot hij met zijn eerste interlanddoelpunt de 0–2 eindstand op het bord.

## Erelijst
| CONCACAF Nations League | 1x | 2022/23 |